# Wilhelm Werner (Kunstsammler)

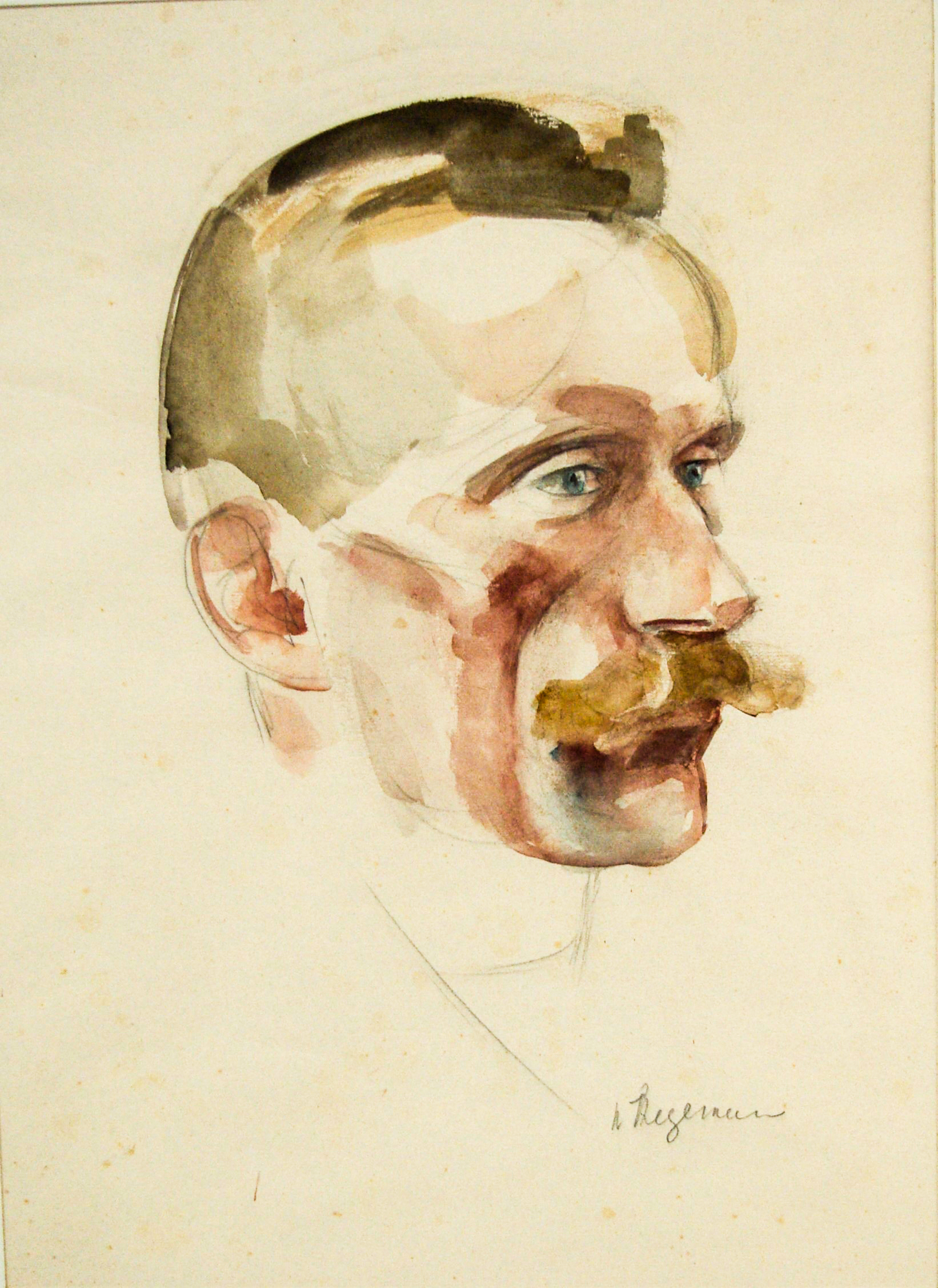
Heinrich Stegemann: Portrait Wilhelm Werner, Bleistift und Aquarell, um 1926

Walter Wilhelm Werner (geboren am 25. Dezember 1886 in Kiel; gestorben am 31. Oktober 1975 in Hamburg) war ein deutscher Tischler und Werkmeister der Hamburger Kunsthalle. Er bewahrte Gemälde von Anita Rée aus dem Besitz der Kunsthalle vor der Beschlagnahmung durch die Nationalsozialisten und wurde postum als privater Kunstsammler von Werken der Hamburgischen Sezession bekannt.

## Leben
Wilhelm Werner war der Sohn eines Schlossers. Nach dem frühen Tod seiner Eltern 1896 kam er in eine Pflegefamilie in Hohenwestedt. Er durchlief eine Tischlerlehre, die er 1906 mit der Gesellenprüfung abschloss. Nach dem Militärdienst arbeitete er in seinem Beruf in Kiel und Hamburg. 1914 bewarb er sich bei der Hamburger Kunsthalle, wurde von dem Direktor Gustav Pauli eingestellt und trat seinen Dienst als Hilfsaufseher am 5. Juli 1914 an.

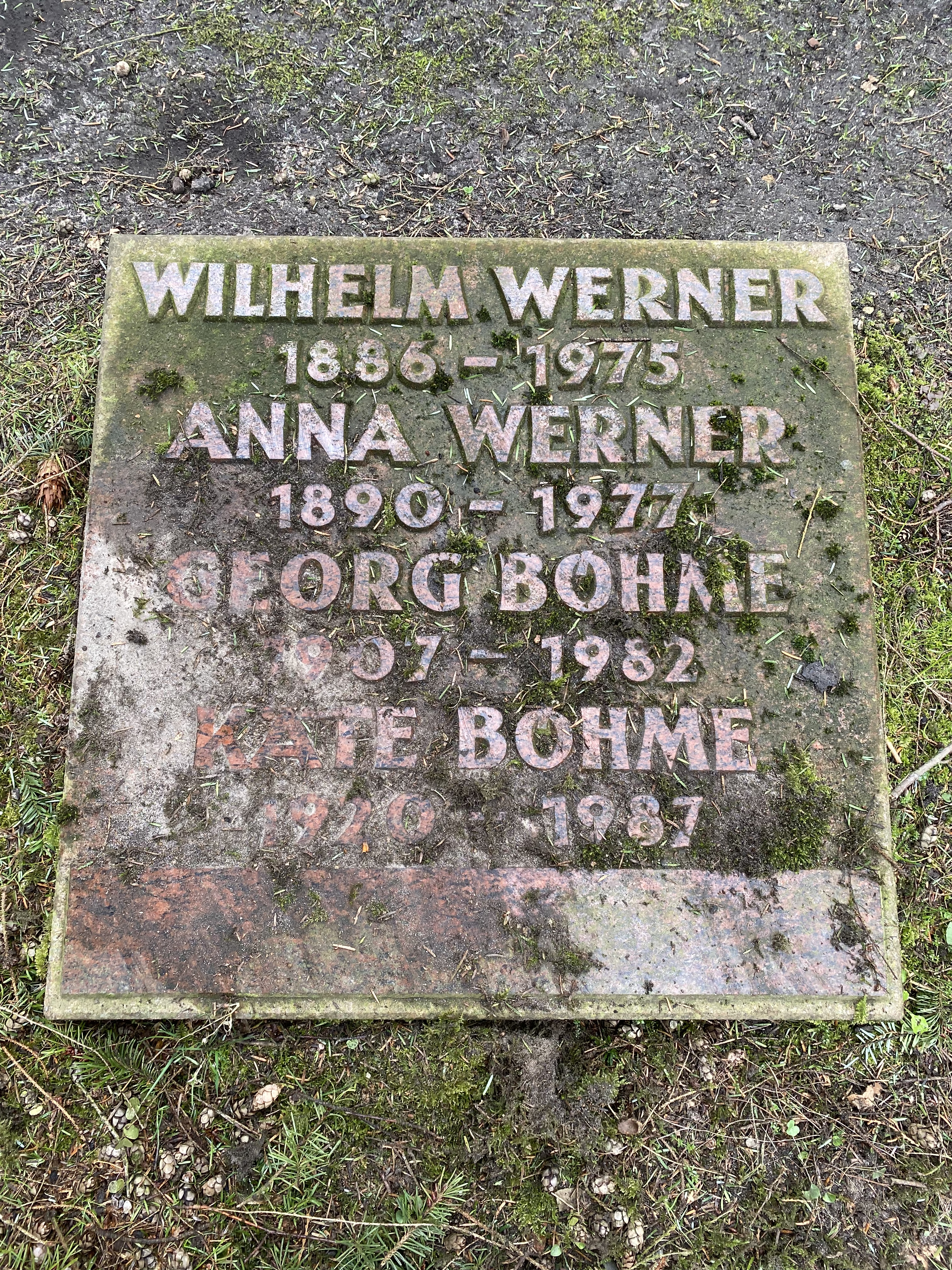
Grabstätte auf dem Friedhof Ohlsdorf

Im Ersten Weltkrieg diente er in einer Sanitäts-Kompanie und als Frontkämpfer. Als er 1918 unverletzt nach Hamburg zurückkehrte, setzte sich Pauli erfolgreich für seine feste Anstellung ein. Im Jahr 1919 heiratete er, 1920 kam Tochter Käte zur Welt. Er stieg vom Aufseher zum Werkmeistergehilfen auf, 1922 zum Werkmeisterassistenten mit Dienstwohnung im Altbau der Kunsthalle und 1927 zum Betriebsassistenten. Er war verantwortlich für den Umgang mit den Kunstwerken, zuständig für ihre Hängung in den Ausstellungsräumen sowie die Verpackung und den Versand von Gemälden und hatte die Tischlerei unter sich. Pauli schätzte seine Geschicklichkeit als Tischler auch bei der Restaurierung einer Holztafel aus einem Altar des Dürer-Schülers Hans Schäufelein.
Am 31. Oktober 1933 versetzten die Nationalsozialisten Pauli aus politischen Gründen in den Ruhestand. Auf Anweisung des Reichsstatthalters von Hamburg, Karl Kaufmann, an alle öffentlichen Bediensteten trat Wilhelm Werner im Mai 1937 der NSDAP bei. Während der Luftangriffe auf Hamburg ab 1940 hielt er in der Kunsthalle Brandwache. 1942 gelang es ihm, einen Brand auf dem Fußboden im Treppenhaus mit Sand zu löschen. Im April 1944 wurde er gemustert und als kriegsdienstfähig eingestuft, doch da er für die Kunsthalle unverzichtbar war, nicht in die Wehrmacht und damit zum Einsatz im Zweiten Weltkrieg eingezogen. 1947 wurde er der Werkmeister der Kunsthalle.
Wilhelm Werner soll ein zurückhaltender und bescheidener Mensch gewesen sein, der belesen war. Bis zu seiner Pensionierung am 31. März 1952 lebte er mit seiner Familie in der Dienstwohnung im Souterrain der Kunsthalle. Er wurde auf dem Friedhof Ohlsdorf beigesetzt. Die Grabstätte im Planquadrat AD 19 südwestlich von Kapelle 7 ist heute verwaist.

## Wirken

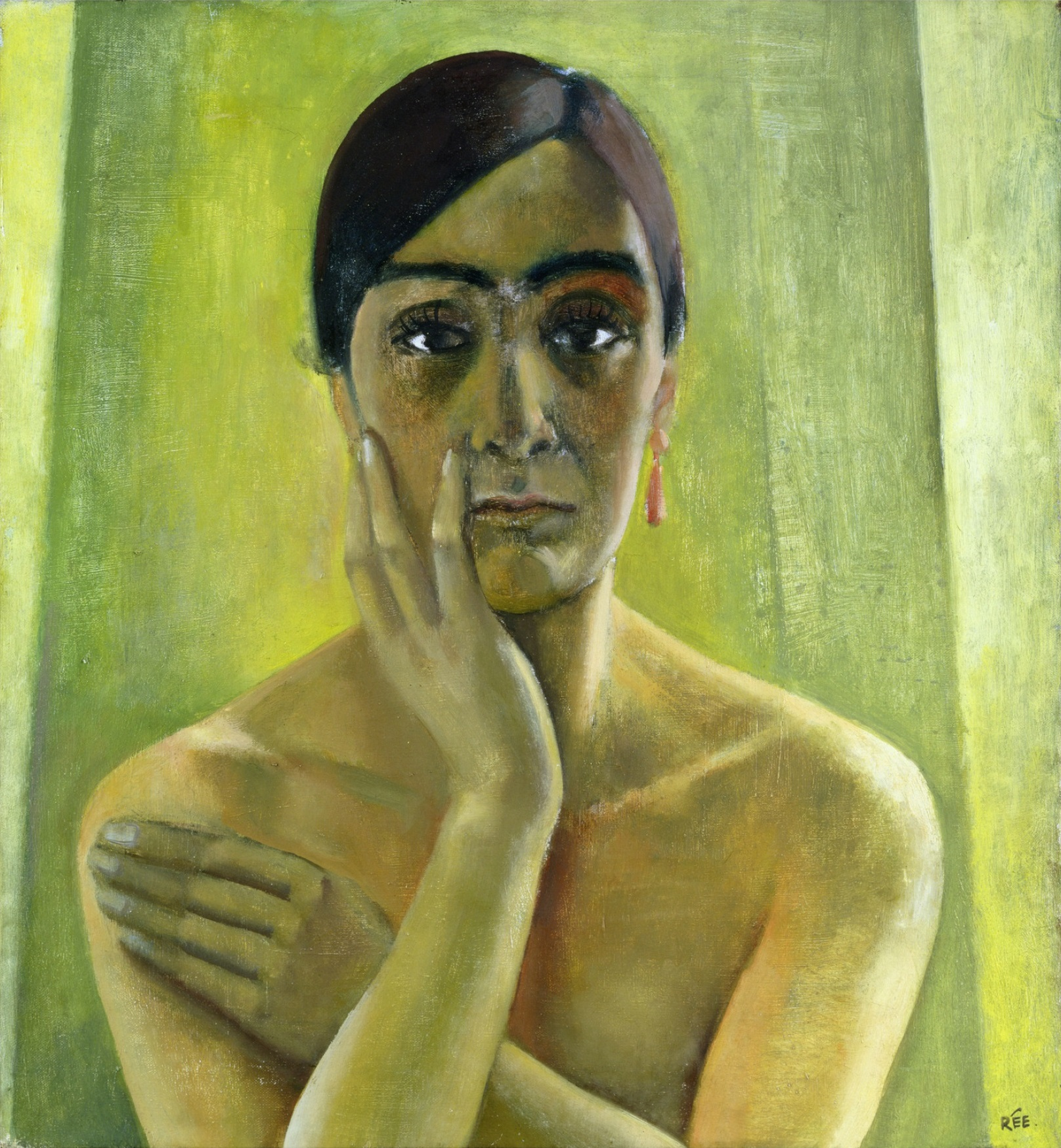
Anita Rée: Selbstbildnis, um 1930. Sammlung Hamburger Kunsthalle

Anita Rée: Teresina, 1925. Sammlung Hamburger Kunsthalle

In der Hamburger Kunsthalle fanden Ausstellungen der Hamburgischen Sezession seit ihrer Gründung 1919 bis zu ihrer Auflösung 1930 statt. So kam Wilhelm Werner in Kontakt mit den jungen Künstlern. Außerhalb seiner Dienstzeit baute er für sie in der Werkstatt der Kunsthalle Keilrahmen für Ölgemälde, zog die Leinwände auf und tischlerte auch Malkästen für die Arbeit im Freien. Zum Dank schenkten sie ihm Bilder. Im Laufe der Jahrzehnte als Mitarbeiter der Kunsthalle entstanden mit mehreren Künstlern der Hamburger Sezession enge und lebenslange Freundschaften, vor allem mit Heinrich Stegemann. Als sie unter dem Nationalsozialismus aufgrund von Repressionen und ihrer Einstufung als „entartete Kunst“ kaum noch ausstellen und verkaufen konnten, erwarb Werner im Rahmen seiner geringen finanziellen Möglichkeiten Bilder von ihnen und unterstützte sie damit.
Werner trug eine Kunstsammlung von 500 Werken zusammen, darunter Werkgruppen von Stegemann und Willem Grimm, mehrere Bilder von Fritz Flinte und Eduard Hopf sowie einzelne von Karl Kluth, Alma del Banco, Emil Maetzel, Dorothea Maetzel-Johannsen und Fritz Kronenberg. Er bevorzugte gegenständliche Kunst, Landschaftsmotive und Stillleben standen dabei im Mittelpunkt. 85 der Werke sind Ölgemälde, die anderen Zeichnungen, Aquarelle, kleine Skulpturen und Druckgrafiken. Für die Aufbewahrung der Papierarbeiten hatte er sich einen professionellen Grafikschrank gebaut. Modernste künstlerische Entwicklungen jener Zeit, die in Richtung Abstraktion gingen, sind nicht vertreten. Sie gefielen Werner nicht. Er sammelte nicht aus repräsentativen Gründen, die Freundschaften mit den Künstlern machten ihn zum Sammler und prägten seinen Kunstgeschmack.
Am 14. Juli 1937 beschlagnahmte auf Erlass Hermann Görings eine von Adolf Ziegler zusammengestellte Kommission Werke moderner Kunst aus dem Besitz der Hamburger Kunsthalle für die Propagandaausstellung „Entartete Kunst“ in München. Fünf Wochen später, am 21. August, kam es zu einer zweiten Beschlagnahmeaktion mit dem Auftrag, den gesamten Bestand an moderner Kunst sicherzustellen und in ein zentrales Lager in Berlin zu transportieren. Gezielt wurde in den Depots nach „entarteter Kunst“ gesucht. Doch sieben Gemälde der von den Nationalsozialisten geächteten Künstlerin Anita Rée, die Gustav Pauli zwischen 1915 und 1930 angekauft hatte, waren nicht darunter.
Irgendwann nach 1945 lagerten die Gemälde von Rée wieder im Depot der Kunsthalle, darunter ihr letztes Selbstporträt von 1930, drei Jahre vor ihrem Freitod, und das Kinderbild Teresina, das Rée 1925 in Italien gemalt hatte. Erst nach Werners Tod berichtete seine Witwe Anna Werner, dass er die Gemälde zwischen Juli und August 1937 unbemerkt aus dem Depot der Hamburger Kunsthalle in seiner Dienstwohnung im Souterrain des Altbaus versteckt und nach Kriegsende stillschweigend wieder ins Depot zurückgebracht hatte. Laut Ulrich Luckhardt waren sich die Kunsthistoriker und Mitarbeiter der Kunsthalle Dietrich Roskamp und Wolf Stubbe, die die Beschlagnahmeaktionen im Sommer 1937 selbst miterlebt hatten, einig, dass nur Wilhelm Werner als Retter der Werke infrage kommt. Anlässlich der Ausstellung Verfolgt und Verführt. Kunst unterm Hakenkreuz in Hamburg 1933–1945 in der Hamburger Kunsthalle 1983 wurde dies zum ersten Mal öffentlich erwähnt.
Die von Werner geretteten sieben Gemälde Reés wurden vollständig erstmals 2017 in einer Retrospektive der Hamburger Kunsthalle präsentiert. Der Ausstellung gingen Forschungen voraus, die eine neue Orientierung über das Werk Anita Rées geben. Maike Bruhns erstellte das Werkverzeichnis.

„Wer das neue Werkverzeichnis der Künstlerin aufschlägt, kann ermessen, welch unschätzbaren Dienst der heimliche Held der Kunstwelt erwiesen hat.“

## Ausstellung der Kunstsammlung
2011 ehrte die Hamburger Kunsthalle Werner mit der Ausstellung Die Sammlung des Hausmeisters Wilhelm Werner. Die Sammlung, aus der Werner auch nach seiner Pensionierung kein Werk verkauft hat, ist im Besitz von Werners Nachfahren und wurde bis dahin noch nie der Öffentlichkeit zugänglich gemacht. Sie war nur einigen wenigen Fachleuten bekannt. Kurator Ulrich Luckhardt wählte daraus 130 Werke aus. Das größte Konvolut machten Arbeiten von Heinrich Stegemann, Willem Grimm, Fritz Flinte und Eduard Hopf aus. Die Ausstellung dokumentierte, dass Wilhelm Werner wichtige Strömungen hamburgischer Kunst der ersten Hälfte des 20. Jahrhunderts zusammengetragen hatte. Sie zeigte die künstlerische Entwicklung von Malern wie Flinte und Stegemann, die sich von den impressionistischen Anfängen über den Expressionismus bis zu kubischen Formen vorgearbeitet hatten. Stegemanns Œuvre, von den Nazis beschlagnahmt und bei einem Bombenangriff auf Hamburg weitgehend zerstört, lebt in der Sammlung mit 22 Gemälden und 100 Arbeiten auf Papier fort. Mehrfach hatte er Werner in den 1920er-Jahren mit Zeichenstift und Aquarell als alterslosen Mann mit kantigen Zügen und nach innen gekehrtem Blick porträtiert oder zusammen mit seiner Frau und Tochter. Von der achtjährigen Käte im roten Mantel und den Schwiegereltern schuf er große Ölbilder im neusachlichen Stil. Anita Rée ist mit einem undatierten Stillleben in der Sammlung vertreten, das aufgrund seiner Stilistik vor 1921 entstanden sein muss. Bilder von Eduard Hopf hatte Werner erst gesammelt, als dieser sich nach seiner ersten Reise 1930 nach Norwegen von der Neuen Sachlichkeit abgewandt und zeitgleich mit Grimm oder Karl Kluth die organischen Landschaften Edvard Munchs zum Vorbild seines künstlerischen Schaffens genommen hatte. Begleitet wurde die Schau mit Schwarz-Weiß-Fotografien von Werners Arbeits- und Familienleben. Auf einer Aufnahme von 1937 sieht man ihn in ein Buch vertieft in seiner Dienstwohnung sitzen, umringt von Gemälden aus seiner eigenen Sammlung.